# MDF
Плочи от дървесни влакна със средна плътност (на английски: medium-density fibreboard, MDF) е листов материал, произвеждан по метода на сухо пресоване на дребни дървесни частици при високо налягане и температура. Дървесните частици се получават чрез раздробяване на твърда или мека дървесина до дървесни влакна, след което се прибавят карбамид-формалдехидни смоли и меламин като свързващо вещество. От получената маса се оформят плочи при висока температура и пресоване.
Крайният продукт е съставен от отделни влакна и може да бъде използван като строителен материал по подобие на шперплата. Полученият MDF е по-здрав и по-плътен от нормалните ПДЧ (плочи от дървесни частици).
Името му произлиза от различието в плътностите на плочите от влакна. Широкото производство на MDF започва в началото на 80-те години на миналия век.

## Физични свойства
Плътност около 700 – 850 kg/m³, обикновено е 720 – 730 kg/m³

## Сравнение с естествената дървесина
В структурата на MDF няма възли или пръстени, което го прави по-еднороден от естествената дървесина, благодарение на което с него се работи по-лесно при рязането и обработката му. MDF не е изцяло изотропен като металите. Ето защо, както и естествената дървесина, MDF може да се разцепи, ако винтовете се монтират без помощни отвори, но може да бъде залепен или ламиниран. Гвоздеи не се задържат добре. Типичното съединение става с T-гайки и винтове с плоска глава, най-често машинно. Въпреки че е здрав, MDF има по-нисък модул на еластичност от естествената дървесина, така че следва да се очакват по-големи огъвания при същото натоварване, особено при висока влажност.

## Нови разработки
Сравнително нова разработка са гъвкавите MDF плоскости. Това са панели, които са прорязани с множество слотове, така че материалът да може лесно да бъде оформян в дъгообразни форми и след това да бъде фиксиран.

## MDF и аспекти за безопасност
При разкрояването му във въздуха се освобождава голямо количество прах. Това налага употребата на респиратори при рязането на материала в контролирани и вентилирани помещения. Добра практика е след среза откритите ръбове да се боядисат, за да се ограничат емисиите от свързващите добавки, съдържащи се в материала.
Най-често за слепване на влакната се използват формалдехидни смоли. Тестовете разкриват, че MDF-продуктите освобождават уреа-формалдехид и други летливи органични съставки, които биха могли да изложат здравето на риск при значителни концентрации за поне няколко месеца след производство. Уреа-формалдехид винаги се освобождава бавно от повърхността на MDF, ето защо боядисването е добра идея за покриване на целия продукт. Възможно е също използването на восък и масла като финална обработка, но те са по-малко ефективни в ограничаване на емисиите от уреа-формалдехид.
Дали хроничните нива на формалдехид достигат опасни нива в реална обстановка, все още не е доказано. Основната грижа е за индустрията, използваща формалдехид. Още през 1987 г. обаче, американската EPA го класифицира като „вероятно канцерогенен“ и след по-обширни изследвания международната агенция за изследванията на рака IARC, през 1995 г., също го определя като „вероятно канцерогенен за човека“. По-нататъшна информация и оценка на цялата известна информация води IARC до преоценка на формалдехида като „известен човешки канцероген“, асоцииращ го с назалния синусен рак и назофарингеалния рак, вероятно и левкемия – през 2004-та.
Всички подобни продукти – MDF, HDF, шперплат или ПДЧ, освобождават вредни емисии като пари на фенола и уреа-химикалите. Те могат да бъдат опасни за човешкото здраве. В някои случаи даже обработената дървесина освобождава някои химикали, които са използвани за обработката ѝ. Ето защо е необходимо да се спазват всички препоръки по производство, обработка и мерки за безопасност!
При новите методи на залепване на MDF моларният дял на формалдехида в сравнение с карбамида се намалява допълнително, за да се спазят законовите изисквания относно емисиите на формалдехид при материали на базата на дървесина (класове E1, E2 в Европа, CARB в USA, или F**** („F-4-Star“) в Япония